# 忍者K
忍者K（英語：Ninjak，或譯作機動忍者）是一名登場於由勇士漫畫出版的漫畫書中的虛構超級英雄，由作家Mark Moretti和藝術家喬·克薩達共同創作。該角色首次登場於1993年7月的《血衛》第一卷#6（封面日期為1994年2月），並很快地推出了自己系列作。
忍者K漫畫已被翻譯成多種語言，包括德語、義大利語、西班牙語、挪威語、菲律賓語和中文等。

## 人物
忍者K的本名為柯林·金（Colin King），是一名富豪之子，同時也是被英國政府所雇用的戰士。金在東方社會成長，但卻是個在社會中被拋棄的存在。當他的父親被敵人岩崎（Iwatsu）殺死時，金決定進行訓練，並將兇手繩之以法。之後，他便以秘密的忍者大師和英雄「忍者K」之名捍衛世界。
忍者K是神秘的武器組織和世界上最頂尖的間諜專家。他會時常以自身的武術、拆除、敏銳的判斷與智力、情報分析與獲得等技能來完成任務。他常穿著可改變顏色的克維拉的束裝。

## 其他媒體

### 網路劇
忍者K於網路劇《忍者K大戰勇士宇宙》中為主演之一，由邁克·羅飾演。

## 外部連結
- Valiant Comics message board （页面存档备份，存于）
- Ninjak at comics2film.com